# Тора Брайт
Тора Брайт (англ. Torah Bright, 27 грудня 1986) — австралійська сноубордистка, олімпійська чемпіонка.
Тора Брайт стала професійною сноубордисткою в 14 років. Вона брала участь у двох Олімпіадах, завершивши змагання в Турині на 6 місці, а у Ванкувері здобула золоту олімпійську медаль.
Срібна призерка Європейських зимових екстремальних ігор 2010 року з суперпайпу.
Брайт належить до Церкви Ісуса Христа Святих останніх днів.
Для мене це просто стиль життя — я не п'ю, не палю, не п'ю чаю чи кави, не маю сексу до одруження. Я ніколи не пила й не курила, але ходжу на танці й гуляю допізна, повертаючись додому посеред ночі.

## Виноски
1. ↑  Piers, Hernu (11 квітня 2009). 'I've never drunk or smoked', says champion snowboarder Torah Bright. Daily Mail (англійською) . UK: Associated Newspapers Ltd. Процитовано 6 травня 2009.